# Andy Linden
Andy Linden (5 de abril de 1922 – 10 de fevereiro de 1987) foi um automobilista norte-americano.
Linden participou oito (sete) 500 Milhas de Indianápolis, quando a prova fez parte do calendário da Fórmula 1 de 1950 até 1960: 1950 (não se qualificou), 1951-1957. Seu melhor resultado nas 500 Milhas de Indianápolis foi o 4º lugar em 1951.